# Ali Hasan Mahboob
Pour les articles homonymes, voir Kirui.
Ali Hasan Mahboob (né Silas Kirui le 31 décembre 1981 à Kapsabet, au Kenya) est un athlète kényan naturalisé bahreïnien en 2007, spécialiste des courses de fond.

## Palmarès
| Date | Compétition                    | Lieu           | Résultat | Épreuve       |
| ---- | ------------------------------ | -------------- | -------- | ------------- |
| 2006 | Jeux asiatiques                | Doha           | 1er      | 10 000 m      |
| 2007 | Championnats panarabes         | Amman          | 1er      | 5 000 m       |
| 2007 | Championnats panarabes         | Amman          | 2e       | 10 000 m      |
| 2007 | Championnats d'Asie            | Amman          | 4e       | 5 000 m       |
| 2007 | Championnats d'Asie            | Amman          | 3e       | 10 000 m      |
| 2007 | Jeux panarabes                 | Le Caire       | 3e       | 5 000 m       |
| 2007 | Jeux panarabes                 | Le Caire       | 1er      | 10 000 m      |
| 2008 | Jeux olympiques                | Pékin          | 18e      | 10 000 m      |
| 2009 | Championnats panarabes         | Damas          | 2e       | 5 000 m       |
| 2009 | Championnats panarabes         | Damas          | 1er      | 10 000 m      |
| 2010 | Championnats du monde de cross | Bydgoszcz      | 6e       | Individuel    |
| 2010 | Jeux asiatiques                | Canton (Chine) | 1er      | 5 000 m       |
| 2011 | Championnats du monde de cross | Punta Umbría   | 9e       | Individuel    |
| 2011 | Jeux mondiaux militaires       | Rio de Janeiro | 2e       | 10 000 m      |
| 2011 | Jeux panarabes                 | Doha           | 2e       | 5 000 m       |
| 2011 | Jeux panarabes                 | Doha           | 1er      | 10 000 m      |
| 2014 | Jeux asiatiques                | Incheon        | 1er      | Marathon      |
| 2015 | Championnats panarabes         | Madinat 'Isa   | 2e       | semi-marathon |

## Records
| Épreuve  | Performance    | Lieu           | Date            |
| -------- | -------------- | -------------- | --------------- |
| 5 000 m  | 13 min 18 s 98 | Heusden-Zolder | 20 juillet 2008 |
| 10 000 m | 27 min 24 s 46 | Neerpelt       | 31 mai 2008     |